# قشلاق حاج هاشم نیصر
قشلاق حاج هاشم نیصر یک روستا در ایران است که در دهستان قشلاق شرقی واقع شده‌است. قشلاق حاج هاشم نیصر ۲۹ نفر جمعیت دارد.